# 桐畑町
桐畑町（きりはたちょう）は、愛知県名古屋市北区にある地名。丁番を持たない単独町名である。住居表示未実施。

## 地理
名古屋市北区北東部に位置する。東は春日井市西本町・中野町、西は三軒町・如意、南は春日井市中野町、北は六が池町に接する。如意住宅が町域の大半を占める。

### 河川
- 生棚川

## 歴史

### 町名の由来
如意の字桐畑に由来する。桐畑はかつて、桐の大木が多く植樹されていた畑地であり、その名残であるという。

### 沿革
- 1978年（昭和53年）8月27日 - 楠町如意字神明山・道観塚・桐畑・摺鉢池・大屋敷・富士塚の各一部により成立[1]。

## 世帯数と人口
2019年（平成31年）1月1日現在の世帯数と人口は以下の通りである。
| 町丁   | 世帯数  | 人口    |
| ------ | ------- | ------- |
| 桐畑町 | 730世帯 | 1,613人 |

### 人口の変遷
国勢調査による人口の推移
| 1995年（平成7年）  | 2,104人 | [ WEB 5 ]  |  |
| 2000年（平成12年） | 2,060人 | [ WEB 6 ]  |  |
| 2005年（平成17年） | 1,905人 | [ WEB 7 ]  |  |
| 2010年（平成22年） | 1,766人 | [ WEB 8 ]  |  |
| 2015年（平成27年） | 1,647人 | [ WEB 9 ]  |  |
| 2020年（令和2年）  | 1,496人 | [ WEB 10 ] |  |

## 学区
市立小・中学校に通う場合、学校等は以下の通りとなる。また、公立高等学校に通う場合の学区は以下の通りとなる。
| 番・番地等 | 小学校               | 中学校             | 高等学校 |
| ---------- | -------------------- | ------------------ | -------- |
| 全域       | 名古屋市立如意小学校 | 名古屋市立楠中学校 | 尾張学区 |

## 交通

### バス
- 名古屋市営バス（名古屋市交通局）
  - 如意住宅停留所[WEB 13]
    - アのりば - 幹栄1系統（栄行・西部医療センター行）・小田11系統（上小田井駅行）

### 道路
- 愛知県道59号名古屋中環状線

### 鉄道
- 名鉄 味美駅：区外に所在だが、徒歩10分強で到達できる。

## 施設
- 名古屋市営如意荘

## その他

### 日本郵便
- 郵便番号 : 462-0003[WEB 2]（集配局：名古屋北郵便局[WEB 14]）。

### WEB
1. 1 2  “町・丁目(大字)別、年齢(10歳階級)別公簿人口(全市・区別)”.   名古屋市 (2019年1月23日). 2019年1月23日閲覧。
2. 1 2  “郵便番号”.  日本郵便. 2019年1月6日閲覧。
3. ↑  “市外局番の一覧”.   総務省. 2019年1月6日閲覧。
4. ↑  “北区の町名一覧”.   名古屋市 (2015年10月21日). 2019年1月12日閲覧。
5. ↑  総務省統計局 (2014年3月28日). “平成7年国勢調査の調査結果(e-Stat) - 男女別人口及び世帯数 －町丁・字等” (CSV). 2019年4月27日閲覧。
6. ↑  総務省統計局 (2014年5月30日). “平成12年国勢調査の調査結果(e-Stat) - 男女別人口及び世帯数 －町丁・字等” (CSV). 2019年4月27日閲覧。
7. ↑  総務省統計局 (2014年6月27日). “平成17年国勢調査の調査結果(e-Stat) - 男女別人口及び世帯数 －町丁・字等” (CSV). 2019年4月27日閲覧。
8. ↑  総務省統計局 (2012年1月20日). “平成22年国勢調査の調査結果(e-Stat) - 男女別人口及び世帯数 －町丁・字等” (CSV). 2019年4月27日閲覧。
9. ↑  総務省統計局 (2017年1月27日). “平成27年国勢調査の調査結果(e-Stat) - 男女別人口及び世帯数 －町丁・字等” (CSV). 2019年4月27日閲覧。
10. ↑  “データセット情報 国勢調査 / 令和２年国勢調査 / 小地域集計　（主な内容：基本単位区別，町丁・字別人口など） 23：愛知県”.   独立行政法人統計センター. 2022年3月31日閲覧。
11. ↑  “市立小・中学校の通学区域一覧”.   名古屋市 (2018年11月10日). 2019年1月14日閲覧。
12. ↑  “平成29年度以降の愛知県公立高等学校（全日制課程）入学者選抜における通学区域並びに群及びグループ分け案について”.   愛知県教育委員会 (2015年2月16日). 2019年1月14日閲覧。
13. ↑  名古屋市交通局. “なごや地図ナビ 如意住宅”. 2013年11月30日閲覧。
14. ↑  郵便番号簿 平成29年度版 - 日本郵便. 2019年01月06日閲覧 (PDF)

### 書籍
1. 1 2  名古屋市北区役所市民室 1979, p. 55.
2. ↑  名古屋市北区役所市民室 1979, p. 10.